# کیا ری
کیا ری اتومبیل شهری است که توسط کیا موتورز صرفاً برای بازار داخلی کره جنوبی ساخته شده‌است.

## بررسی اجمالی

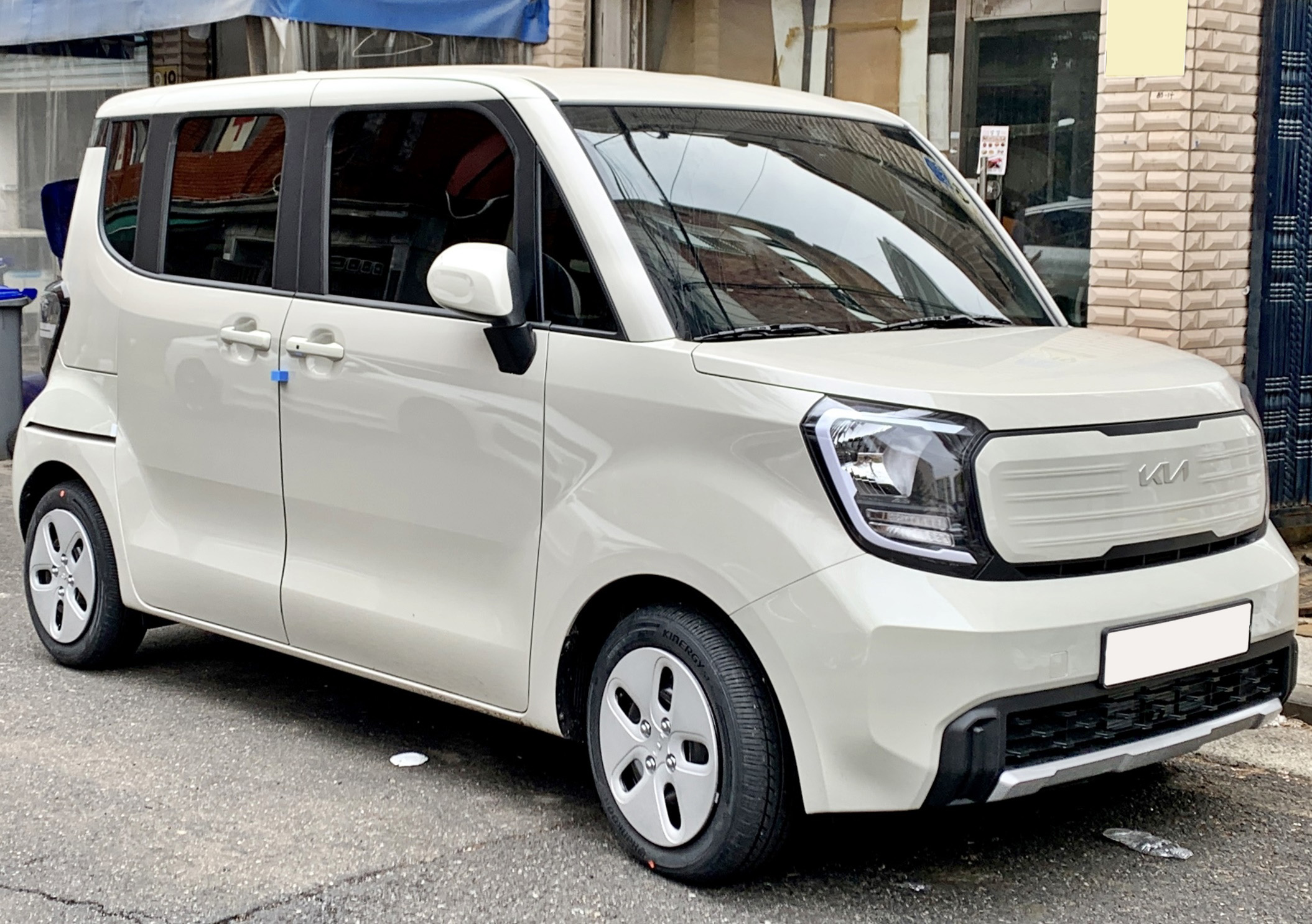
اتومبیل کیا ری

برنامه اولیه تولید ۲۵۰۰ دستگاه برای ناوگان دولت کره جنوبی بود که قرار بود در سال ۲۰۱۲ عرضه شود. در ماه مه ۲۰۱۳ یک ناوگان ۱۸۴ تایی کیا ری الکتریکی به عنوان بخشی از یک سرویس اتومبیلرانی با نام «اشتراک گذاری وسیله نقلیه الکتریکی» با نرخ ۵ دلار آمریکا در ساعت در سئول مستقر شد و این سرویس تا مه ۲۰۱۳، ۱۵۰۰۰ مشتری داشت.
ری دارای یک طراحی منحصر به فرد است. سمت سرنشینان وسیله نقلیه دارای یک در کشویی برای صندلی‌های عقب است، در حالی که سمت راننده دارای یک در چرخشی است. این خودرو، یک خودروی کی است. فضای داخلی ری بزرگ است اما فقط چهار نفر ظرفیت دارد.
ری اولین وسیله نقلیه الکتریکی تولید کیا است. این نیرو از یک ۵۰ کیلووات (۶۷ اسب بخار) موتور الکتریکی تأمین می‌شود و برد حرکت ۸۶ مایل (۱۳۸ کیلومتر) دارد.
Ray همچنین در انواع غیر EV مجهز به بنزین و سوخت دوگانه با ترکیب بنزین و گاز مایع (LPG) است. هر دو موتور در چهار تریم موجود است. دولوکس، ویژه، لوکس و پرستیژ. این خودرو فقط در بازار داخلی کره جنوبی موجود است، هر دو موتور قدرت و خروجی مشابهی تولید می‌کنند این موتورها قدرتی بالغ بر ۷۷ اسب بخار تولید می‌کنند. وزن خودروهای بنزینی برابر با ۹۹۸ کیلوگرم (۲٬۲۰۰ پوند) و وزن مدلهای دوگانه سوز برابر با ۱٬۰۴۲ کیلوگرم (۲٬۲۹۷ پوند) است. هر دو مجهز به گیربکس اتوماتیک ۴ سرعته هستند و هم‌اکنون در کره جنوبی فروخته می‌شوند.

### فیس لیفت
فیس لیفت ری در سال ۲۰۱۸ رونمایی شد. تغییرات شامل یک طراحی جلویی جدید و یک فضای داخلی اصلاح شده‌است.

## نگارخانه

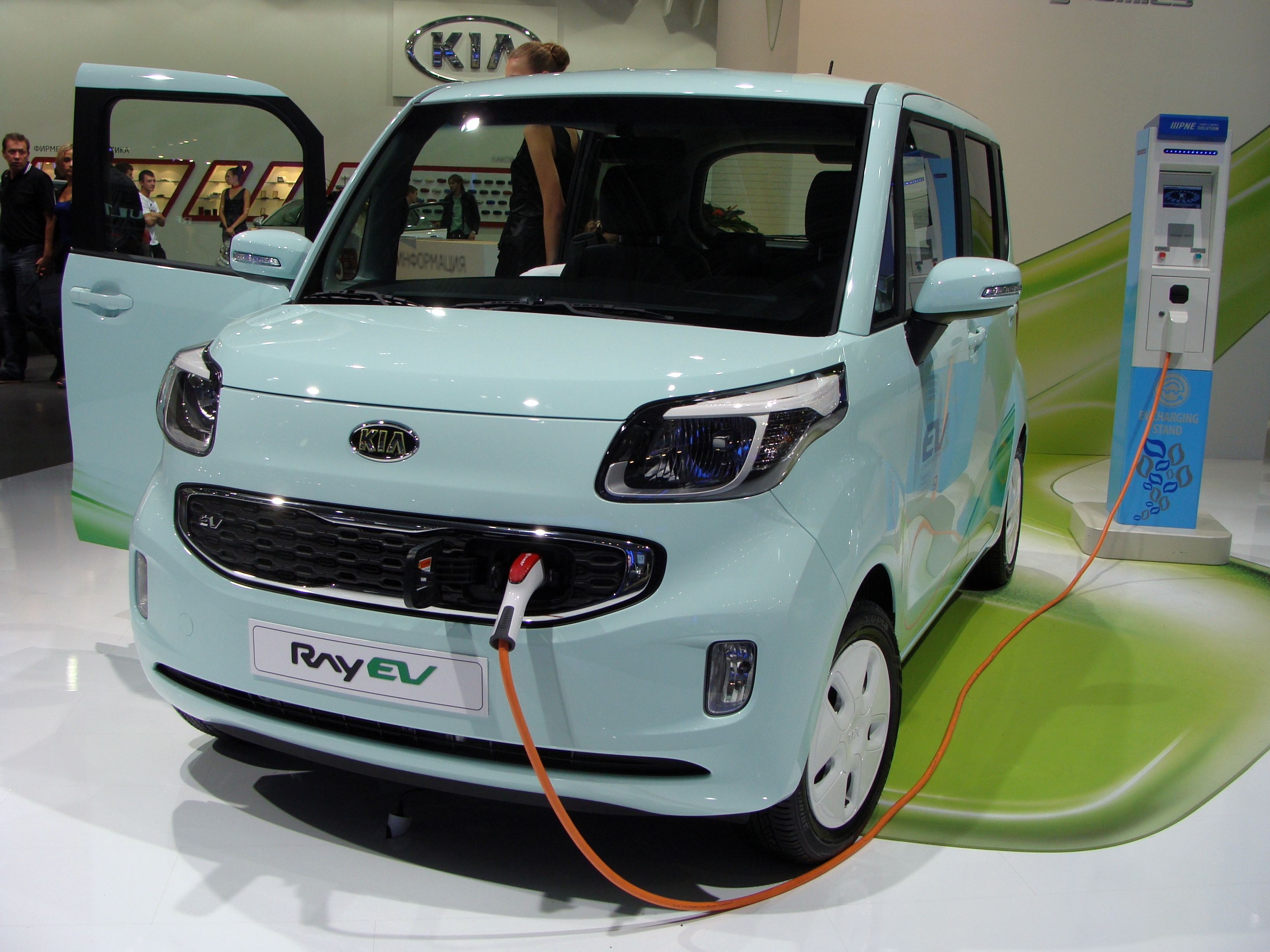
کیا ری EV (جلو)
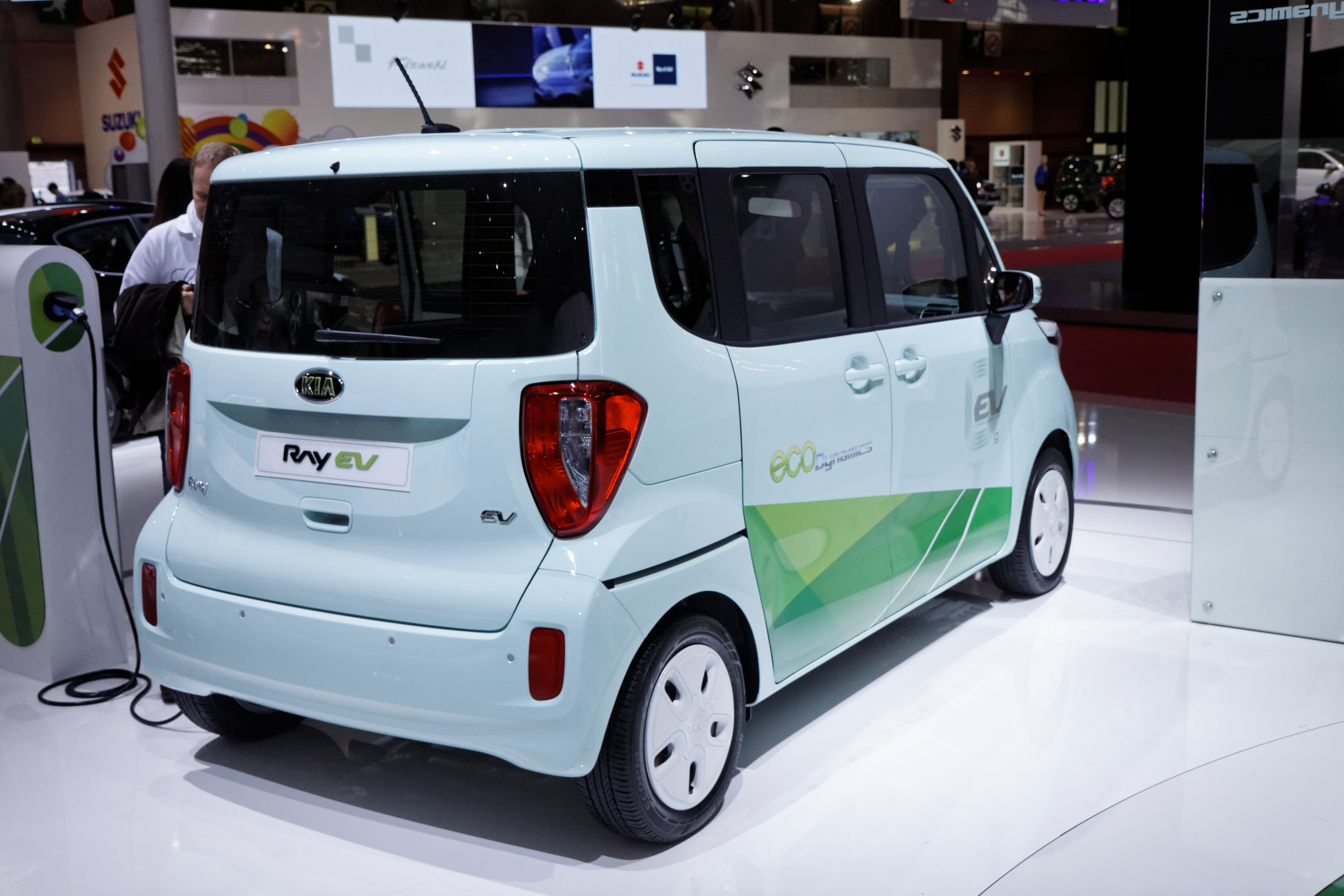
کیا ری EV (عقب)
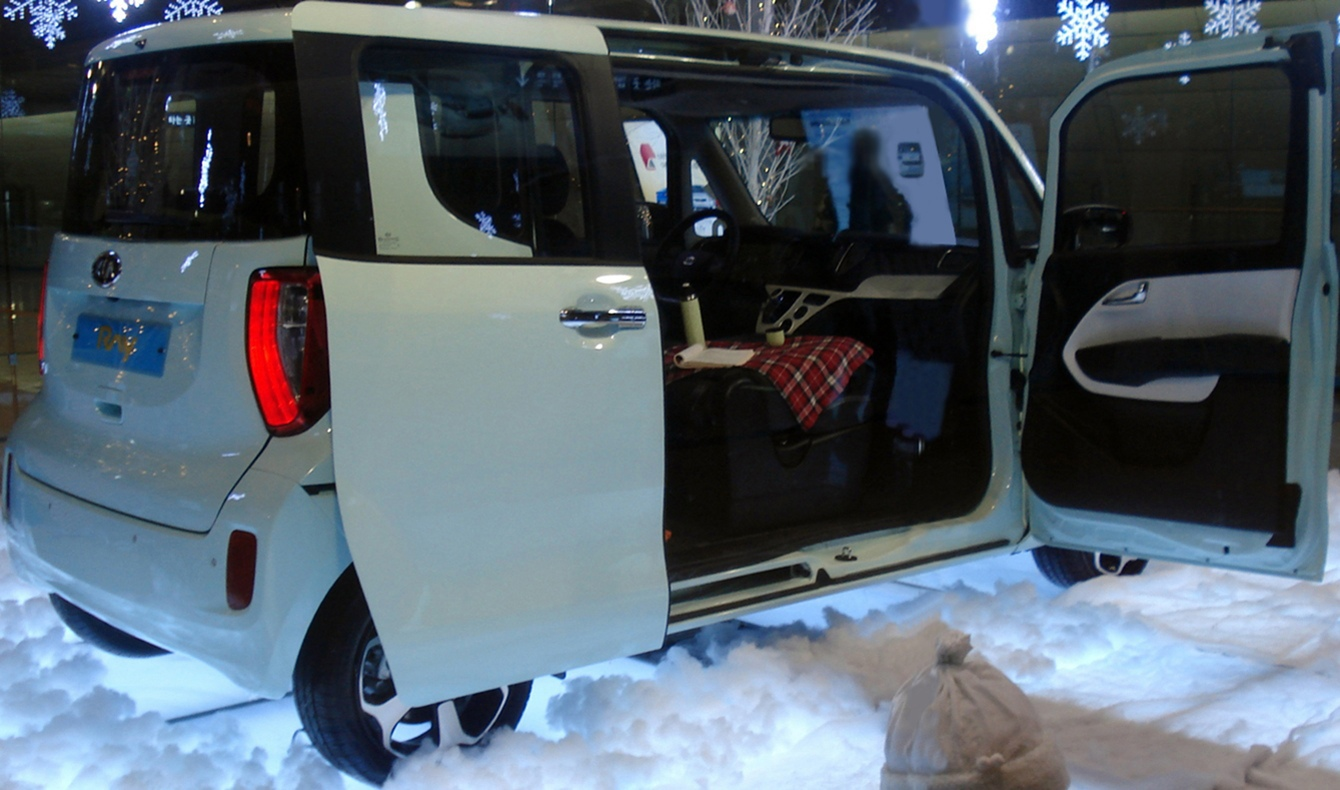
سمت راست با در عقب کشویی
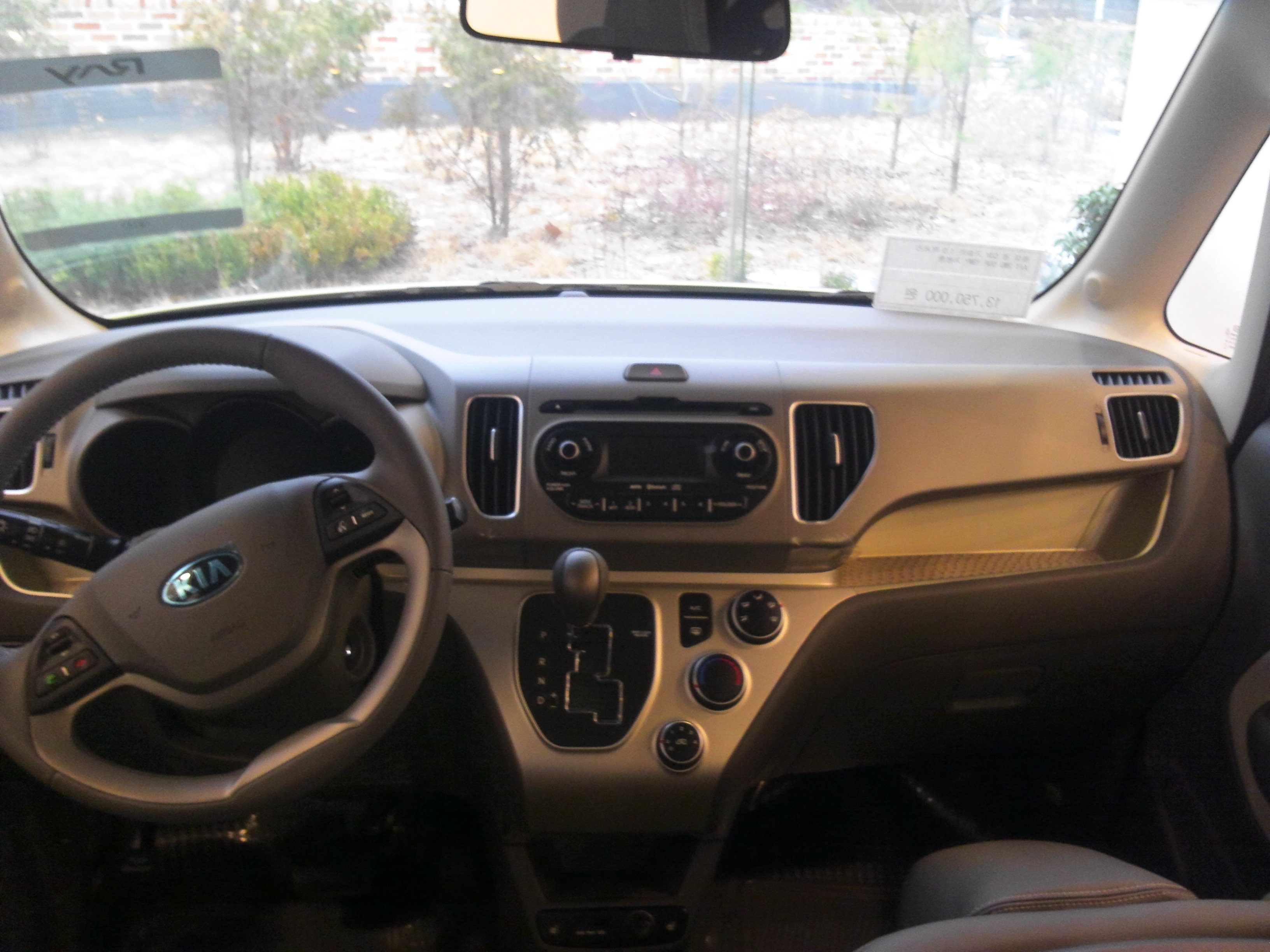
داخلی
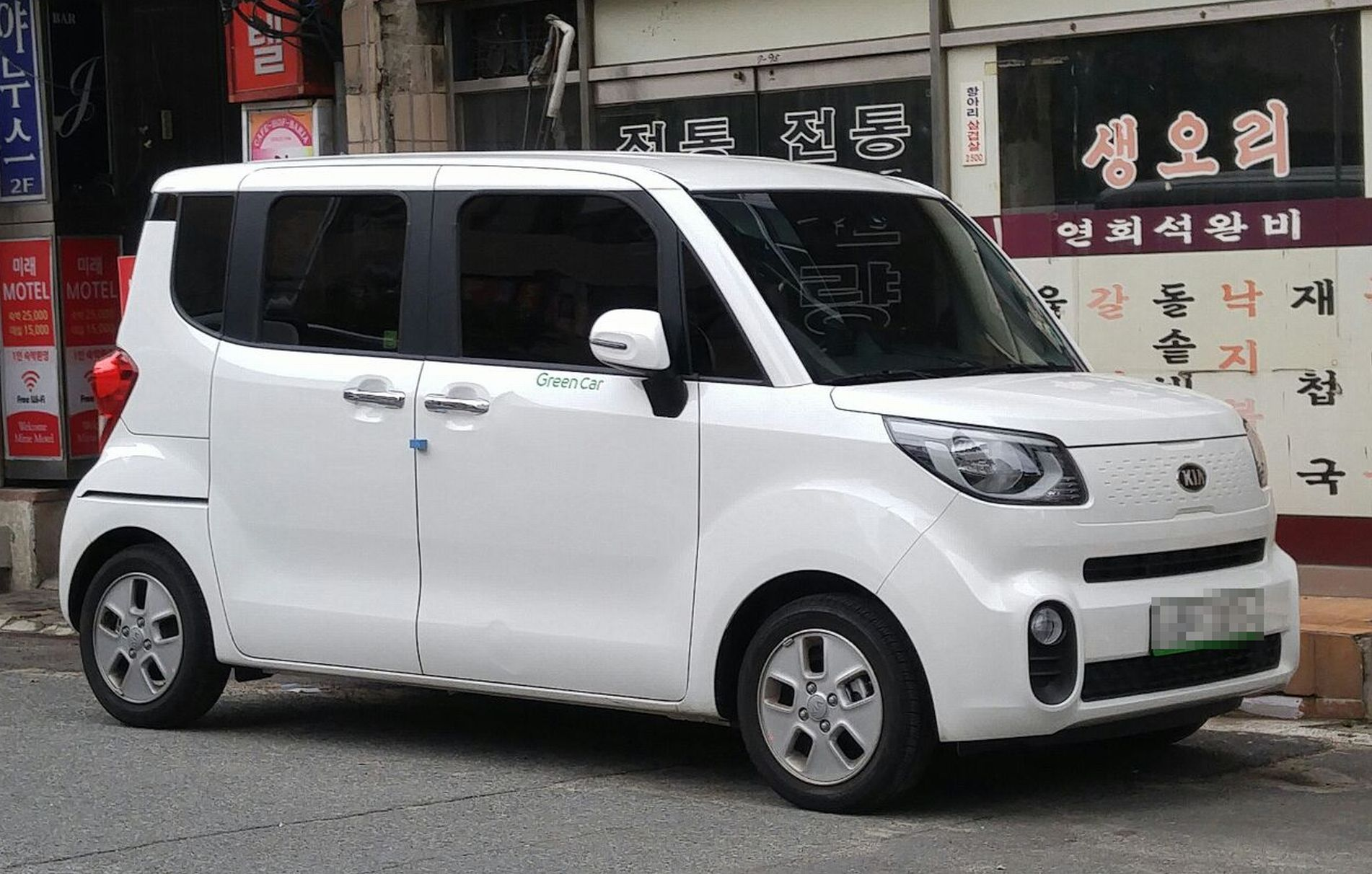
فیس لیفت (جلو)
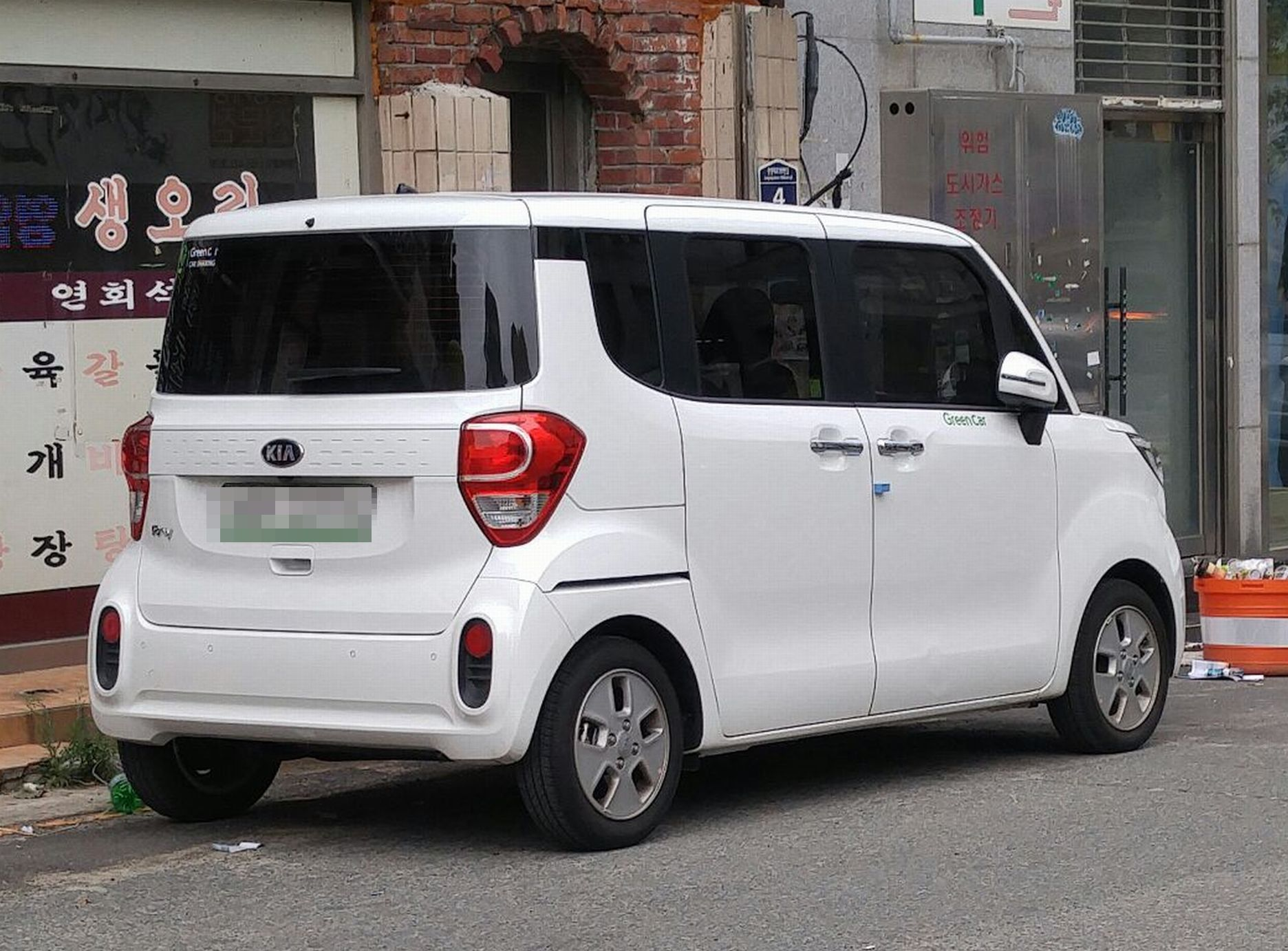
فیس لیفت (عقب)